# Stenilema aurantiaca
Stenilema aurantiaca är en fjärilsart som beskrevs av George Francis Hampson 1909. Stenilema aurantiaca ingår i släktet Stenilema och familjen björnspinnare. Inga underarter finns listade i Catalogue of Life.